# Nhục đậu khấu lười
Nhục đậu khấu lười (danh pháp khoa học: Myristica iners) là một loài thực vật thuộc họ Myristicaceae. Loài này có ở Indonesia, Malaysia, Việt Nam và Singapore.